# 줌머인
줌머인(Jumma, 벵골어: জুম্ম জনগোষ্ঠী)은 방글라데시의 소수 민족 중 치타공 구릉지대의 선주민이였던 12개의 민족을 뜻한다. 차크마족, 라카인족, 마르마족, 트리푸리족, 탄창야족, 차크족, 므루족, 봄족, 판코족, 미조족, 컁족, 아삼족 원주민, 쿠미족 등이 속한다. 줌머인은 몽골계 인종적 특징을 가지고 있다. 줌머인은 문화와 언어 면에서 방글라데시의 주류 민족인 벵골인과 전혀 다르다. 종교는 대부분 불교를 믿고, 힌두교, 기독교, 이슬람교 신자도 조금 있다. 그 밖에 전통 종교 의식도 남아 있다.
1971년 방글라데시 독립 전쟁으로 독립을 얻은 방글라데시의 주류 민족인 벵골 무슬림은 전략적으로 치타공 구릉지대를 식민화하기 시작했다. 이 과정에서 선주민인 줌머인은 살 땅을 잃었다. 1978년에서 1984년까지 방글라데시 정부는 가족마다 5에이커의 농지와 무료 식량 배급을 약속하며 40만 명의 벵골 무슬림을 치타공 구릉지대로 이주시켰다. 1979년과 1997년 사이 벵골 무슬림과 방글라데시 군대는 치타공 구릉지대의 불교도들을 대상으로 15차례가 넘는 학살을 저질렀다. 폭력사태와 사회적 불안정 때문에 많은 줌머인이 인도 미조람주와 트리푸라주 또는 미얀마로 도망쳤다. 국제앰네스티는 1989년과 1990년 사이 치타공 구릉지대 주민이 겪은 조직적인 고문과 재판 없는 처형에 관해 보고서를 펴냈다.